# Mohamed Essam Hafiz
Mohamed Essam Hafiz (* 4. Dezember 1976 in Kairo) ist ein ehemaliger ägyptischer Squashspieler.

## Karriere
Mohamed Essam Hafiz spielte von 1997 bis 2005 auf der PSA Tour und gewann in dieser Zeit drei Turniere. Seine höchste Platzierung in der Weltrangliste war Rang 34 im Januar 2005. Insgesamt viermal stand er im Hauptfeld der Weltmeisterschaft: 1999, 2002, 2003 und 2004. Dabei schied er stets in der ersten Runde aus.

## Erfolge
- Gewonnene PSA-Titel: 3